# Delphine Gleize
Delphine Gleize (Saint-Quentin, 5 mei 1973) is een Frans filmregisseuse en scenarioschrijfster.

## Biografie
Delphine Gleize werd in 1973 geboren in Saint-Quentin in het departement Aisne. Ze studeerde af aan de Franse filmschool La fémis. Gleize realiseerde haar eerste korte film Sale Battars in 1998 en behaalde daarvoor in 2000 de César voor beste kortfilm. Met haar volgende films was ze regelmatig te gast op het filmfestival van Cannes, in 1999 met Un château en Espagne in de sectie Quinzaine des Réalisateurs, in 2000 met Les Méduses in de sectie Semaine de la Critique en in 2002 met haar eerste langspeelfilm Carnages in de sectie Un certain regard. Deze laatste film werd bekroond op het festival met de Prix de la jeunesse en genomineerd voor de César voor beste debuutfilm.

## Filmografie
- Sale Battars (kortfilm, 1998)
- Un château en Espagne (kortfilm, 1999)
- Le Piranha andalou (kortfilm, 1999) (scenario)
- Le Légume en question (kortfilm, 2000)
- Les Méduses (kortfilm, 2000)
- Carnages (2002)
- L'Homme qui rêvait d'un enfant (2006)
- Cavaliers seuls (documentaire, 2010)
- La Permission de minuit (2011)

## Prijzen en nominaties
De belangrijkste:
| Jaar | Prijs                   | Categorie           | Genomineerde(n) | Uitslag     |
| ---- | ----------------------- | ------------------- | --------------- | ----------- |
| 2003 | César                   | Beste debuutfilm    | Carnages        | Genomineerd |
| 2002 | Filmfestival van Cannes | Prix de la jeunesse | Carnages        | Gewonnen    |
| 2000 | César                   | Beste kortfilm      | Sale Battars    | Gewonnen    |